# Anomala anchoralis
Anomala anchoralis är en skalbaggsart som beskrevs av Lansberge 1879. Anomala anchoralis ingår i släktet Anomala och familjen Rutelidae. Inga underarter finns listade i Catalogue of Life.